# Лесковец (Закарпатская область)
Лескове́ц (укр. Лісковець) — село в Межгорской поселковой общине Хустского района Закарпатской области Украины.
Население по переписи 2001 года составляло 571 человек. Почтовый индекс — 90012. Телефонный код — 3146. Код КОАТУУ — 2122482801.

## история
В 1946 году указом ПВС УССР село Ляховец переименовано в Лесковец.